# Volta a Portugal
A Volta a Portugal, também conhecida como Volta a Portugal em Bicicleta, é uma corrida de longa distância, realizada por etapas, em Portugal. A 1.ª edição realizou-se em 1927 e é considerada a maior prova do ciclismo português, seguida pela Volta ao Algarve. É uma das competições por etapas mais antigas do mundo.

## História

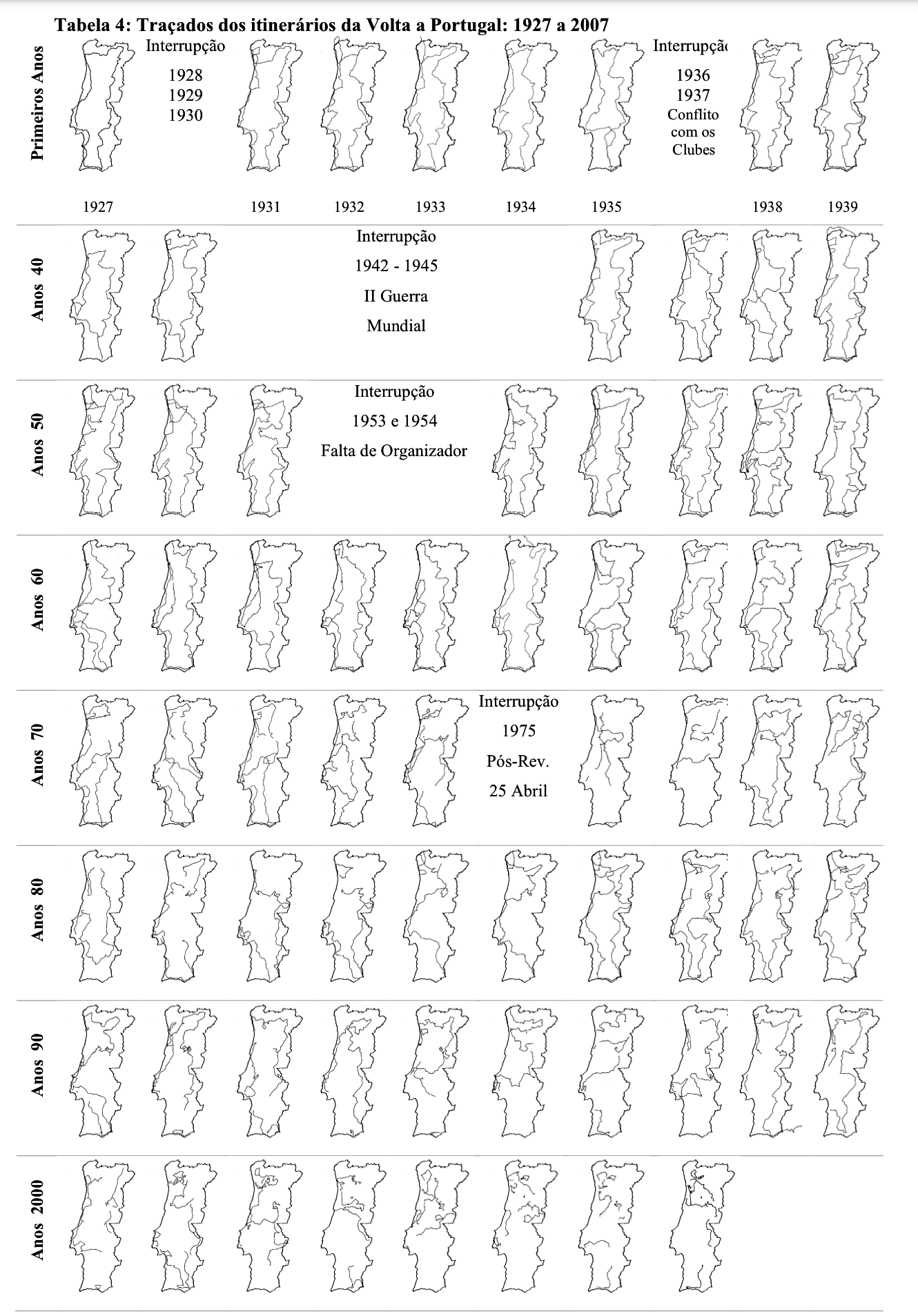
Mapas da Volta 1927–2008

A Volta foi organizada por uma parceria entre os jornais Diário de Notícias e Os Sports que se inspiram no Tour de France, inventado pelo jornal L’Auto em 1903. A Volta aparece a seguir ao Giro d'Italia organizado pela La Gazeta dello Sport em Maio de 1909, e antes da Vuelta a España realizada pelo Informaciones em 1935. Tanto a Volta a Portugal como o Tour de France são corridas de bicicletas que se distinguem de todas as outras pela articulação que os primeiros traçados estabelecem com a linha da fronteira territorial dos respectivos países, seguindo os seus contornos durante algumas décadas. A competição iniciou-se a 26 de abril de 1927 e percorreu o país durante 20 dias, num percurso de 2 000 km repartidos por 18 etapas terminando com uma recepção em apoteose pela população em Lisboa. António Augusto Carvalho sagrou-se o primeiro vencedor naquela que viria a ser chamada de Prova Rainha do ciclismo português.

### A primeira Volta de 1927

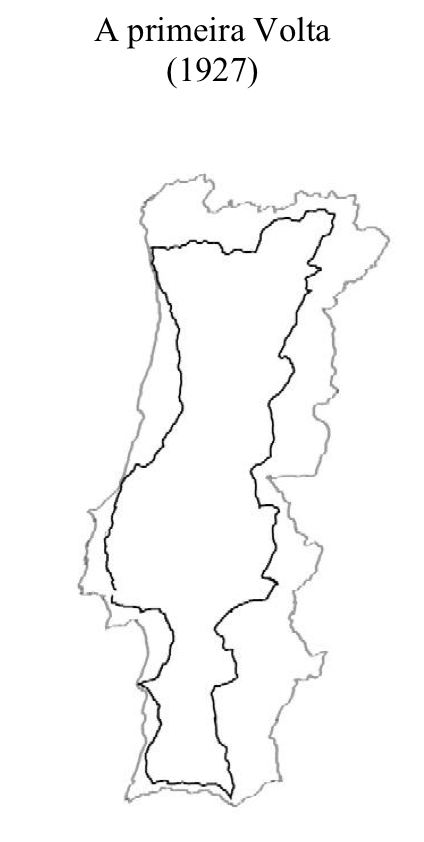
Mapa da Volta 1927

A criação da Volta a Portugal em bicicleta deve-se a Raul Oliveira do jornal Os Sports. O jornalista fez parte da comitiva do Tour de 1919 e organizou a primeira Volta a Lisboa em 1924, quando ainda trabalhava no Diário de Lisboa. Para organizar a primeira Volta, o Diário de Notícias contava já com a experiência da realização de dois eventos: o Grande e Popular Concurso Riquezas de Portugal e o Circuito Hípico de Portugal, ambos levados a cabo em 1925.
A Volta a Portugal a cavalo serviu de teste à aceitação popular de um grande evento mediático como foi a disputa entre um militar, que usou três montadas, e um civil, José Tanganho, que ganha a prova usando para o efeito unicamente o seu próprio cavalo.
A Volta é criada em 1927, tem o seu Regulamento publicado no jornal Os Sports de 4 de Fevereiro de 1927 e o primeiro itinerário realiza um desenho paralelo à linha da fronteira do continente português.
O anúncio da realização da Volta a Portugal provoca nos jornais concorrentes, o Sporting e O Sport de Lisboa, uma reacção de crítica que se estende à UVP por ter dado apoio oficial à realização da prova. A disputa e rivalidade entre os jornais chega a tal ponto que, em 1927, se assiste não a uma volta a Portugal mas a duas voltas, uma realizada em abril pelos jornais Os Sports e pelo Diário de Notícias com o apoio da estrutura federativa e outra, logo a seguir, em maio pelo jornal Sporting do Porto.
A realização da primeira Volta a Portugal foi um banco de ensaios em termos económicos, mas os encargos terão sido de tal ordem que, não obstante a popularidade alcançada, os empreendedores só conseguiram repetir o evento quatro anos mais tarde, em 1931.
Com a Guerra Civil de Espanha a Volta não se realiza em 1936–37 e, devido à II Guerra Mundial, interrompe de novo entre 1942–45. Em 1953–54 a Volta não se faz por falta de organizador e em 1975 não se realiza devido à revolução vivida após o 25 de Abril de 1974. A Volta, desde que criada, é o maior evento de ciclismo de Portugal.

### Os primeiros anos
Nos primeiros anos a fronteira foi a grande referência das Voltas das primeiras décadas da Volta. As primeiras voltas procuraram unir todos os locais e, neste esforço, as cidades do interior situadas nesses limites são praticamente todas contempladas pelo desenho da Volta.
Entre 1955 e 1965, o desenho da Volta é assimétrico e passa duas vezes pelo litoral entre Lisboa e Porto. A crescente popularidade do ciclismo e o aparecimento de novas pistas como a de Alpiarça, a de Loulé e a de Sangalhos marcam anos de prosperidade para os clubes de ciclismo, maioritariamente situados no litoral a Norte de Lisboa. Os itinerários contêm etapas em circuito feitas em torno destas vilas que acabam em festivais de pista.

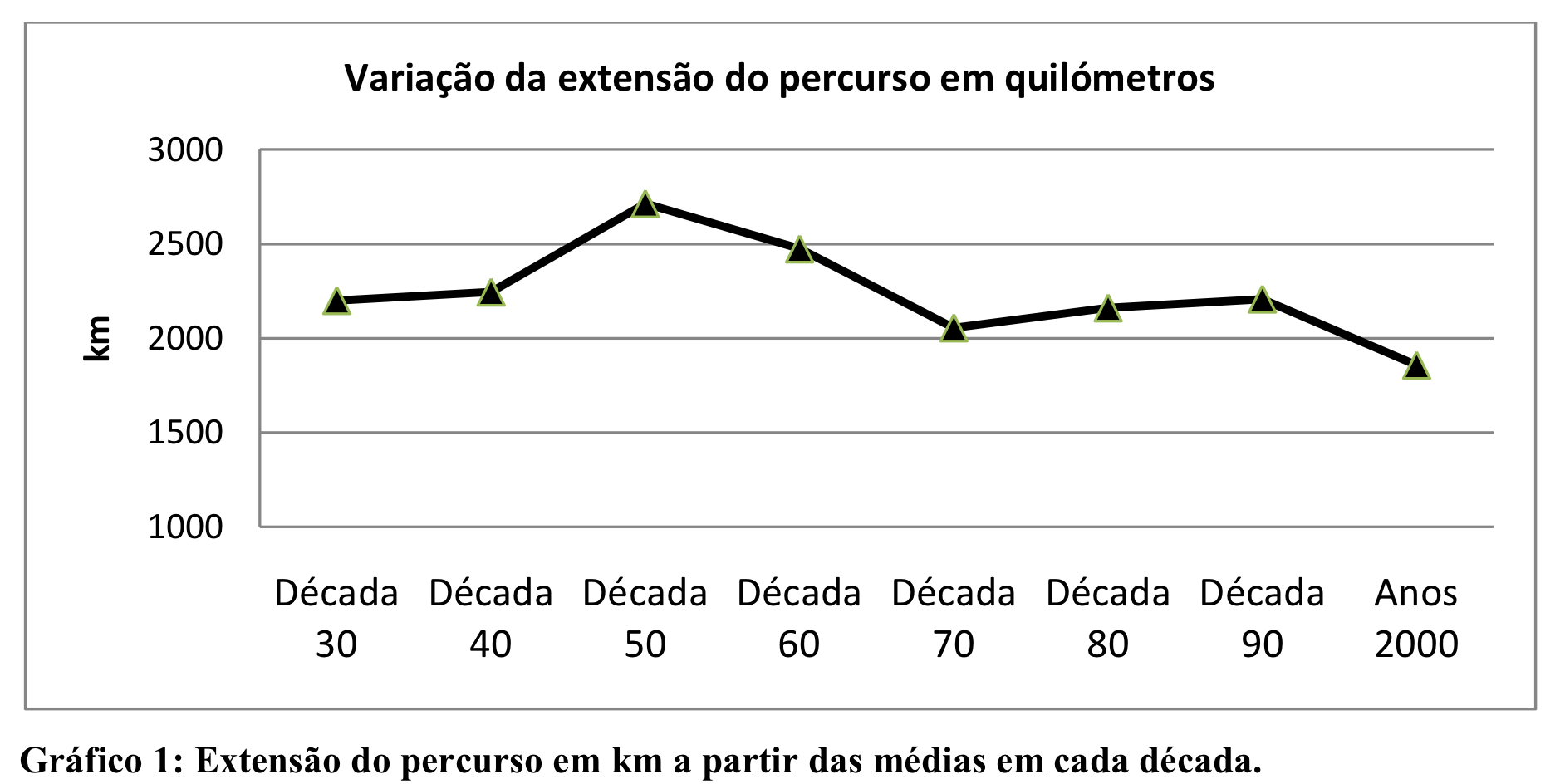
Variação da extensão do percurso (km)
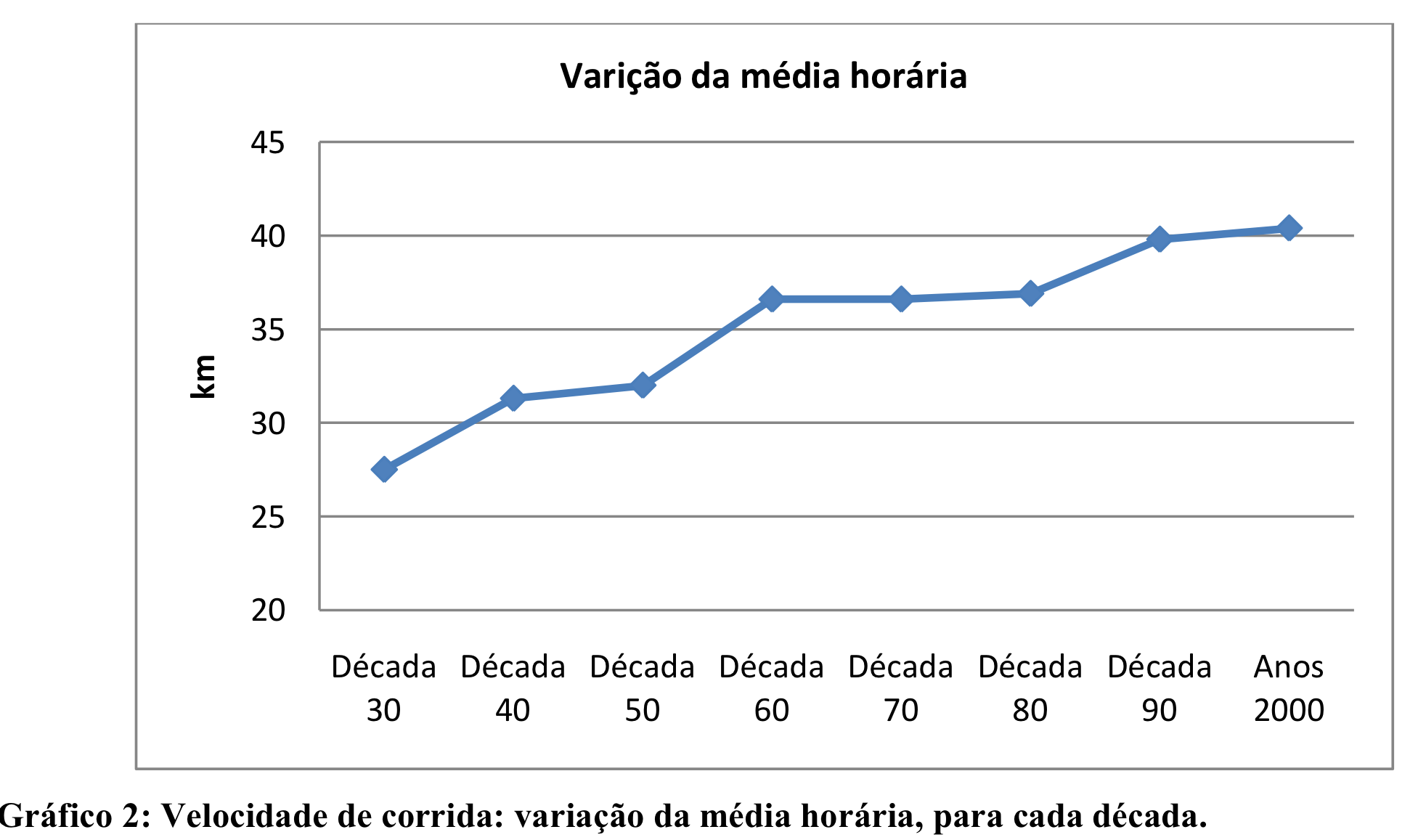
Variação da média horária
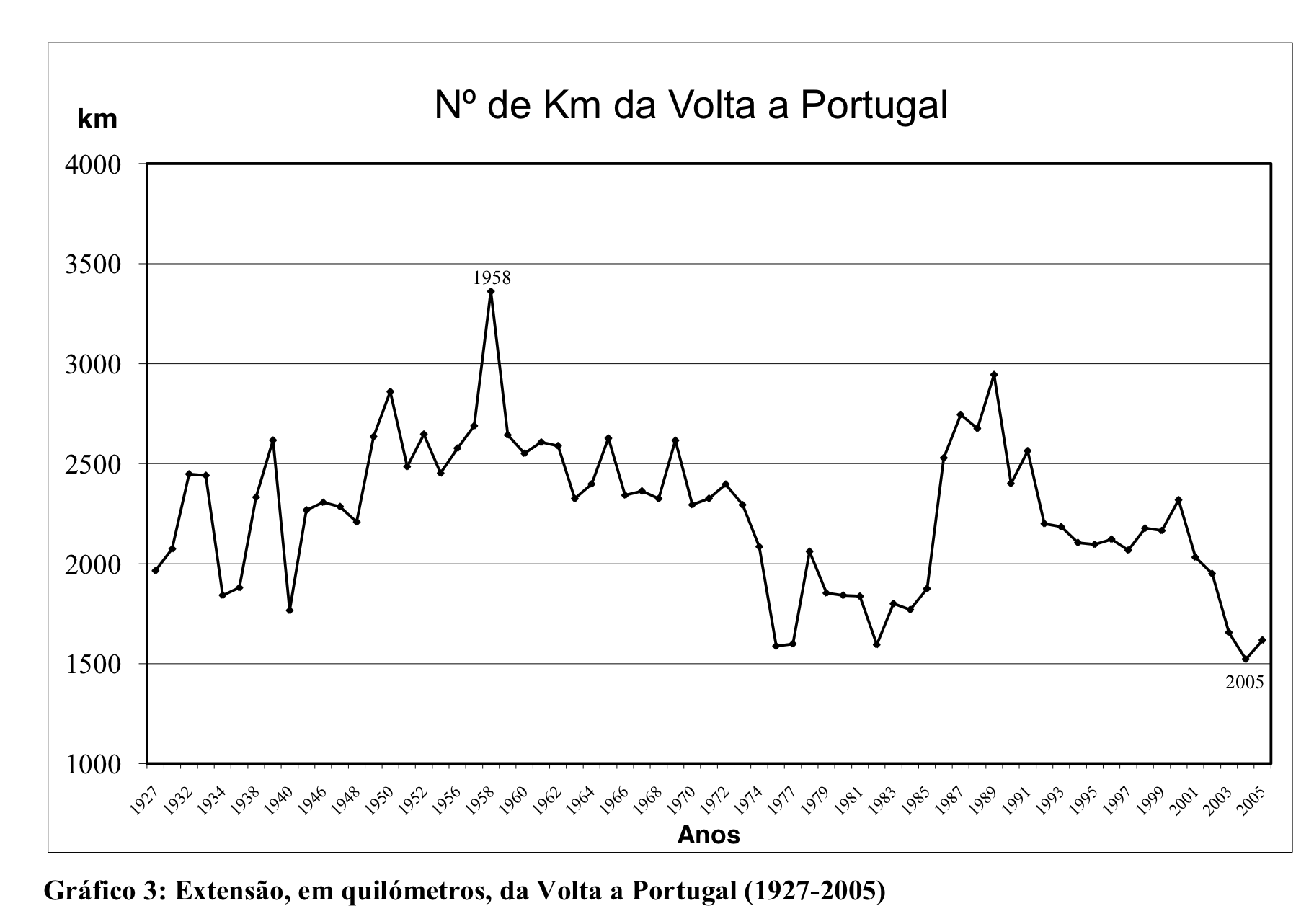
Extensão da Volta (km)
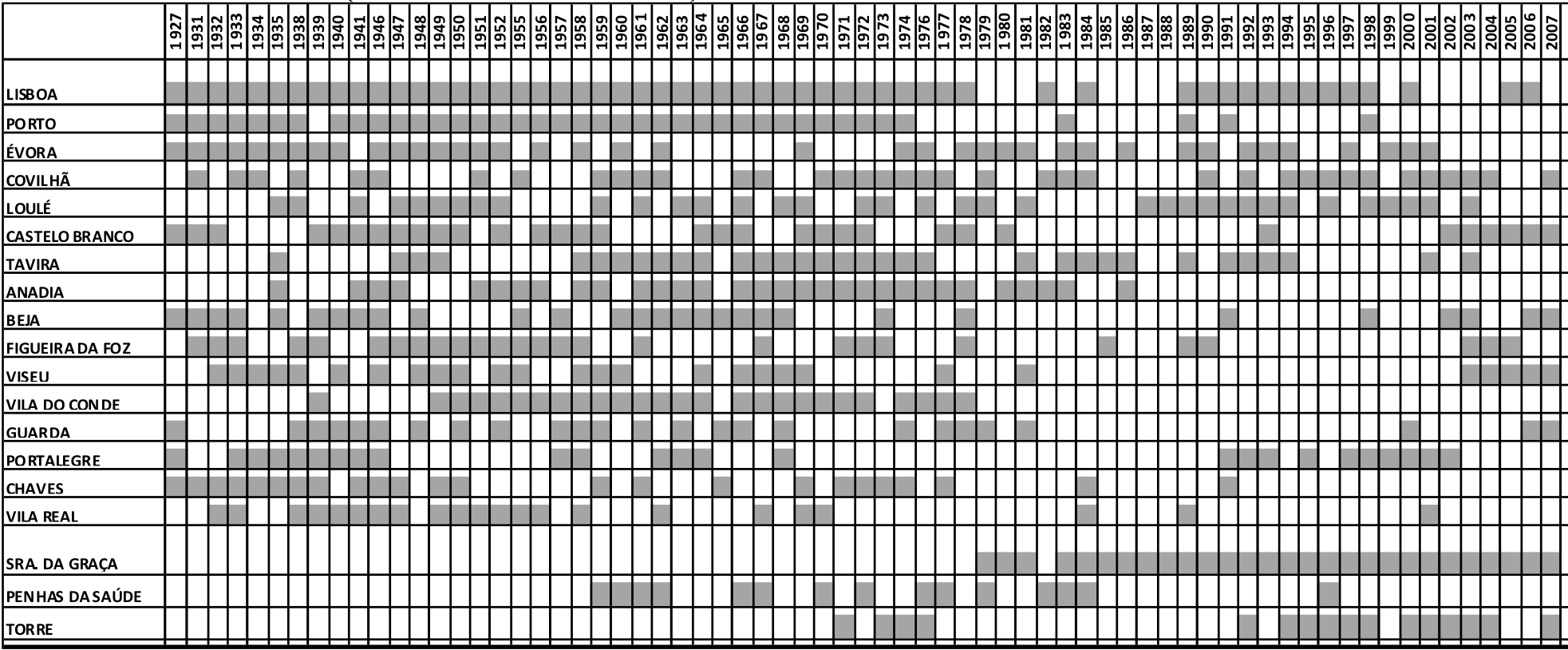
Cidades da Volta
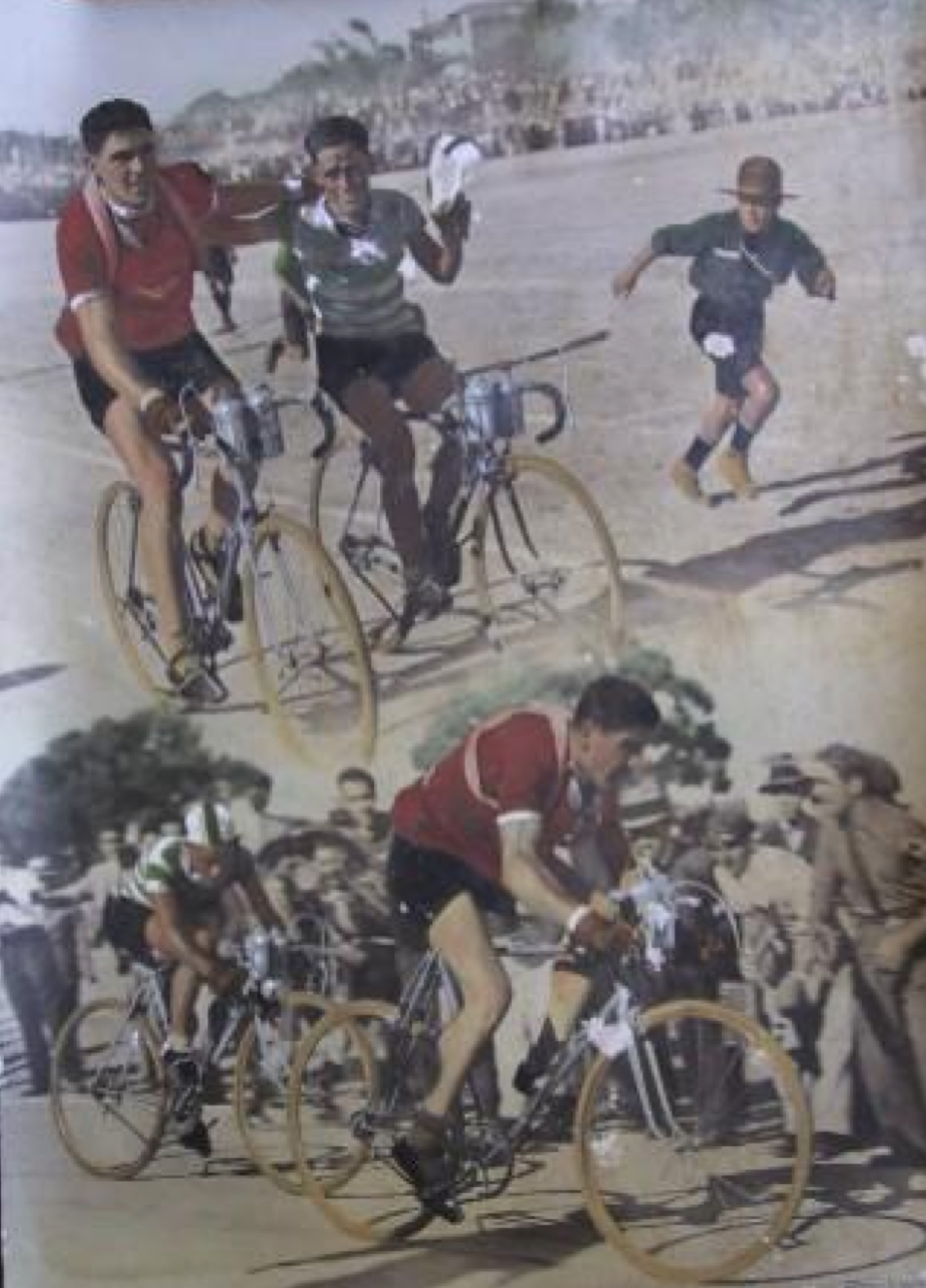
Nicolau e Trindade dos anos 30

### A introdução das etapas de montanha
A partir dos anos 1960 a Volta têm de incluir, em simultâneo, lugares de prática do ciclismo, onde estão os velódromos e as pistas nas quais se realizam os festivais que financiam a prova, e lugares em que as etapas terminem no cimo da montanha para garantir a incerteza do resultado e manter o interesse mediático. Entre 1966 e 1973, a Volta deixa a referência da fronteira e o desenho passa a ter grandes diagonais que passam pelo interior do país, mantendo cidades como Lisboa e Porto nos seus trajectos.
A etapa das Penhas da Saúde entra para o percurso em 1968, a da Torre em 1971 e, por último, a da Srª da Graça em 1978. .
Após o 25 de Abril a Volta afasta-se dos grandes centros urbanos a Volta e, pela primeira vez, as cidades de Lisboa e Porto ficam fora do circuito. Durante as duas décadas seguintes, já com a organização do Jornal de Notícias a Volta investe mais no Norte do país, com seis Voltas a evitar a travessia do Alentejo mas contemplando a região de Trás-os-Montes.

### Últimas décadas
Nos anos 80, a Volta foi perdendo projecção internacional, tendo sido ultrapassada pela Vuelta a España (que passou a realizar-se após a Volta a Portugal) e foi reduzida para duas semanas. Actualmente tem apenas 10 etapas devido à classificação atribuída pela União Ciclística Internacional. Com a inclusão da Volta no quadro da competição internacional da UCI, o evento tem agora de obedecer a um Regulamento que, em primeiro lugar, obriga a um dia de descanso por cada dez dias de prova o que condiciona a extensão do itinerário. Entre 1940 e 1980 a competição durava 3 semanas, salvo excepção de alguns anos na década de 70, e actualmente dura dez dias.
A organização da Volta é economicamente dependente da capacidade financeira dos municípios que compram as partidas ou as chegadas das etapas e, por isso, as etapas são elaboradas de modo independente umas das outras. Nos primeiros anos no lugar onde acabava uma começava outra no dia seguinte.

### Edição Especial de 2020
A edição de 2020 da Volta a Portugal, seria a 82.ª edição da Volta a Portugal, prevista decorrer entre 29 de Julho e 8 de Agosto de 2020. No entanto a prova foi adiada devido à Pandemia de COVID-19 em Portugal. Depois de uma tentativa inicial de realizar a prova ainda em 2020, a 82.ª edição foi adiada pela organização para o ano seguinte, 2021. Contudo a Federação Portuguesa de Ciclismo anunciou que irá organizar uma Edição Especial da Volta a Portugal que celebrar-se-á entre 27 de setembro e 5 de outubro de 2020.

### Produção mediática
Em 1957 a televisão vem complementar o acompanhamento efectuados pelas emissoras de rádio e pelos jornais da época. No entanto só em meados da década de 60 a transmissão televisiva da Volta a Portugal em bicicleta ganhou verdadeira dimensão mediática. Durante este período, 3 dos maiores clubes de futebol da actualidade, FC Porto, SL Benfica e Sporting CP possuíam cada um a sua equipa de ciclismo. Dada a popularidade do ciclismo da época, face ao futebol ainda em crescimento, era desta forma que a maior parte dos portugueses observavam pela primeira vez atletas com as cores do seu clube, sendo este um dos principais factores para o crescimento da falange de apoio de estes clubes. Os 3 clubes viriam a abandonar o ciclismo durante a década de 1980, sendo que o SL Benfica regressou por duas vezes: entre 1999 e 2000 e entre 2007 e 2008. F.C. Porto, Sporting e Boavista voltariam a participar em colaboração com outras equipas: o F.C. Porto juntar-se-ia à W52 e o Sporting C.P. ao Tavira.

### Organização do evento[18]
| Entidades organizadoras da Volta a Portugal               | Anos       |
| --------------------------------------------------------- | ---------- |
| Diário de Notícias e Sports                               | 1927       |
| Interrupção — Falta de organizador                        |            |
| Diário de Notícias e Sports                               | 1931–35    |
| Interrupção — Guerra Civil de Espanha                     |            |
| Diário de Notícias e Sports                               | 1938–1939  |
| C.A.C.O. (Clube Atlético de Campo de Ourique)             | 1940–1941  |
| Interrupção — II Guerra Mundial                           |            |
| Diário de Notícias e Mundo Desportivo                     | 1946       |
| Sport Lisboa e Benfica                                    | 1947       |
| UVP-FPC                                                   | 1948–1949  |
| Diário do Norte                                           | 1950–1951  |
| Diário do Norte e Norte Desportivo                        | 1952       |
| Interrupção — Falta de organizador                        |            |
| UVP-FPC e Mundo Desportivo                                | 1955       |
| UVP-FPC                                                   | 1956–1957  |
| Diário Ilustrado                                          | 1958–1960  |
| UVP-FPC                                                   | 1961–1964  |
| Diário de Notícias, Jornal de Notícias e Mundo Desportivo | 1965       |
| UVP-FPC                                                   | 1966–1970  |
| Sonarte/Publirama — G.P. Robialac                         | 1971–1973  |
| UVP-FPC                                                   | 1974       |
| Interrupção — pós 25 de Abril de 1974                     |            |
| UVP-FPC                                                   | 1976–1981  |
| Jornal de Notícias                                        | 1982–2000  |
| PAD (Produção de Actividades Desportivas) e Unipublic     | 2001–2002  |
| PAD/João Lagos Sport                                      | 2003–2010  |
| PAD                                                       | 2011–2012  |
| Podium                                                    | Desde 2013 |

### Heróis da Volta[1]
Dada a dureza, popularidade da prova e a superação dos atletas, desde cedo o público escolheu os seus heróis.
José Maria Nicolau (vencedor em 1931 e 1934) e Alfredo Trindade (vencedor em 1932 e 1933) protagonizaram uma das primeiras rivalidades da Volta, fazendo vibrar o país. José Maria Nicolau foi uma das primeiras grandes figuras do SL Benfica enquanto Alfredo Trindade, representou o Sporting CP em 1933 (no ano anterior representou o Rio de Janeiro, emblemático clube do Bairro Alto),
António Barbosa, mais conhecido por Alves Barbosa (herdado do pai, outro ciclista de alto gabarito), foi o mais jovem vencedor da Volta, ao estrear-se em 1950, vencendo também as edições de 1956 e 1958. Ficaram para a história os ínumeros despiques com adversários de classe, como Ribeiro da Silva, Dias dos Santos, Luciano de Sá e Moreira de Sá.
Ribeiro da Silva, outro notável ciclista, natural de Lordelo, venceu as edições de 1955 e 1957, sendo que a sua primeira vitória fica marcada pela agressão por populares ao líder da prova, o seu rival Alves Barbosa, em Lisboa a poucos quilómetros da meta final.
No entanto o maior entre todos os ídolos dos portugueses nesta prova foi sem dúvida Joaquim Agostinho. A forma categória como venceu por três vezes vencedor da Volta (70,71 e 72), aos quais se juntariam os sucessos internacionais, granjearam-lhe assim uma aura ainda mais mágica à sua prestação nesta prova.
Marco Chagas de seu nome, deteve até 2012, o recorde de vitórias na Volta, com 4 triunfos averbados, sendo um símbolo eterno da competição. Esteve perto de conquistar a 5.ª vitória mas a desclassificação devido a controlo anti-doping positivo em 79 (para Joaquim Sousa Santos) e afastamento da edição de 84, ganha por Venceslau Fernandes, não o permitiriam.
Joaquim Gomes, o Lisboeta considerado um dos nomes mais importantes do ciclismo Português, que triunfou na prova rainha por duas vezes (1989 e 1993), logrando entre outros êxitos 4 lugares de pódio (2.º class. em 90 e 3.º class. em 88,94 e 97) ; vencedor prémio da montanha (1992) e 10 triunfos em etapas (87 a 2001). Êxitos que levaram a ser considerado como o melhor ciclista português da sua época.
Vítor Gamito, o "Eterno 2.º Classificado" (4 vezes em 93, 94, 97 e 99), assumiu o papel de favorito dos portugueses durante a década de 1990. Quebraria o enguiço com a vitória no ano 2000.
Cândido Barbosa, o "Foguetão de Rebordosa" ou o "Ciclista do Povo" merece lugar nesta lista apesar de não ter ganho nenhuma edição. No entanto tem um currículo único na Volta: 25 vitórias em etapas (em 12 edições, vencendo em etapas em 9 edições consequivas) e vencedor por 8 vezes (5 das quais de forma consecutiva) a Camisola Branca (Pontos), estabeleceu um recorde na competição. Vestiu a camisola amarela em oito anos distintos, somando 17 dias como líder da prova. Ganhar a Volta sempre foi um sonho para Cândido Barbosa, que esteve perto de alcançar esse objectivo em 2005, quando terminou a apenas 34,2 segundos do vencedor, Vladimir Efimkin. Em 2006 foi terceiro e em 2007 novamente segundo, depois de ter vestido a camisola amarela cinco dias, só a perdendo no Alto da Torre.
David Blanco, galego (natural da Galiza) com o seu empenho e dedicação tem o recorde de 5 vitórias na Volta (2006, 2008, 2009, 2010 e 2012) e conquistou o seu lugar na história e no coração dos portugueses.
A corrida portuguesa teve no entanto outros corredores que sem a terem vencido se destacaram, como Américo Raposo, José Azevedo, João Rebelo, Jorge Corvo, Vicente Ridaura, Raul Matias e os sprinters Paulo Pinto, Pedro Silva, João Lourenço, Carlos Santos, Carlos Marta, José Amaro e Alexandre Ruas.

## Troféus da Volta a Portugal
| Em Disputa - Volta a Portugal - Título de Vencedor Individual - Título de Vencedor Colectivo - Prémio Combinados | - Prémio Montanha - Prémio Pontos - Prémio Juventude | Extintos - Prémio Pontos Quentes - Prémio Amadores - Prémio Fracos - Prémio Metas Volantes - Prémio Sprints |

## Etapas importantes

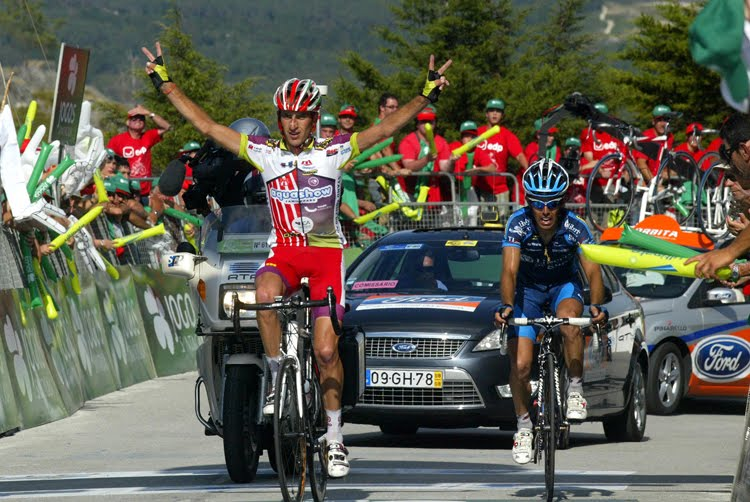
A etapa do Alto da Senhora da Graça é um dos pontos altos da Volta a Portugal em Bicicleta.

A subida à Torre, na Serra da Estrela, é a subida mais complicada da Volta a Portugal, tendo ao longo dos tempos gerado grandes momentos de ciclismo. Com os seus 1 990 m de altitude, e 23 km de extensão, é sempre um dos grandes momentos da corrida.
A subida ao Alto da Senhora da Graça (ou Monte Farinha), em Mondim de Basto, é também um dos momentos mais belos da Volta a Portugal, já que normalmente encerra uma etapa longa e difícil, obrigando ainda os corredores a subirem o grande muro (perto de 8,5 km com inclinações de elevada percentagem). Durante esse trajeto são muitas as pessoas que acompanham os corredores. Alguns dos mais brilhantes duelos foram travados por Joaquim Gomes-Wladimir Belli-Zenon Jaskula e por Massimiliano Lelli-Joaquim Gomes-Manuel Abreu, entre outros.

## Histórico de Campeões

### Geral Individual
| Ed.                                                            | Ano  | Vencedor                                             | 2.º classificado                                | 3.º classificado                                              | ref |
| -------------------------------------------------------------- | ---- | ---------------------------------------------------- | ----------------------------------------------- | ------------------------------------------------------------- | --- |
| 1                                                              | 1927 | Augusto de Carvalho Carcavelos                       | Manuel Nunes Abreu Leixões SC                   | Quirino de Oliveira Campo de Ourique                          |     |
| De 1928 a 1930 não houve Volta                                 |      |                                                      |                                                 |                                                               |     |
| 2                                                              | 1931 | José Maria Nicolau SL Benfica                        | Alfredo Trindade Rio de Janeiro                 | João Francisco Campo de Ourique                               |     |
| 3                                                              | 1932 | Alfredo Trindade Rio de Janeiro                      | José Maria Nicolau SL Benfica                   | Carlos Domingos Leal SL Benfica                               |     |
| 4                                                              | 1933 | Alfredo Trindade Sporting CP                         | Ezequiel Lino Sporting CP                       | César Luís SL Benfica                                         |     |
| 5                                                              | 1934 | José Maria Nicolau SL Benfica                        | Ezequiel Lino Sporting CP                       | Aguiar da Cunha SL Benfica                                    |     |
| 6                                                              | 1935 | César Luís Velo Clube — Leões Ferreira do Alentejo   | José Marquez Campo de Ourique                   | Filipe de Melo Carcavelos                                     |     |
| Em 1936 e 1937 não houve Volta                                 |      |                                                      |                                                 |                                                               |     |
| 7                                                              | 1938 | José Albuquerque Campo de Ourique                    | Filipe de Melo Sporting CP                      | Joaquim Fernandes CUF Barreiro                                |     |
| 8                                                              | 1939 | Joaquim Fernandes CUF Barreiro                       | António Bartolomeu Belenenses                   | Aguiar Martins Benfica                                        |     |
| 9                                                              | 1940 | José Albuquerque Sporting CP                         | Aguiar Martins Benfica                          | Amaro Aguiar da Cunha Benfica                                 |     |
| 10                                                             | 1941 | Francisco Inácio Sporting CP                         | José Martins Benfica                            | Aniceto Bruno FC Porto                                        |     |
| De 1942 a 1945 não houve Volta devido à Segunda Guerra Mundial |      |                                                      |                                                 |                                                               |     |
| 11                                                             | 1946 | José Martins Iluminante                              | Fernando Moreira FC Porto                       | João Rebelo Benfica                                           |     |
| 12                                                             | 1947 | José Martins SL Benfica                              | João Rebelo Benfica                             | Império dos Santos Benfica                                    |     |
| 13                                                             | 1948 | Fernando Moreira FC Porto                            | Emilio Rodríguez Sangalhos                      | João Rebelo Benfica                                           |     |
| 14                                                             | 1949 | Dias dos Santos FC Porto                             | Attilio Lambertini FC Porto                     | Joaquim Sá FC Porto                                           |     |
| 15                                                             | 1950 | Dias dos Santos FC Porto                             | Mario Fazzio Sporting                           | Moreira de Sá FC Porto                                        |     |
| 16                                                             | 1951 | Alves Barbosa Sangalhos                              | Manolo Rodríguez Sangalhos                      | Emilio Rodríguez Sangalhos                                    |     |
| 17                                                             | 1952 | Moreira de Sá FC Porto                               | Emilio Rodríguez Sangalhos                      | Manolo Rodríguez Sangalhos                                    |     |
| Em 1953 e 1954 não houve Volta                                 |      |                                                      |                                                 |                                                               |     |
| 18                                                             | 1955 | Ribeiro da Silva Académico do Porto                  | Sousa Santos FC Porto                           | Alves Barbosa Sangalhos                                       |     |
| 19                                                             | 1956 | Alves Barbosa Sangalhos                              | José Manuel Ribeiro da Silva Académico do Porto | João Marcelino Benfica                                        |     |
| 20                                                             | 1957 | Ribeiro da Silva Académico do Porto                  | Sousa Santos FC Porto                           | Agostinho Ferreira Académico do Porto                         |     |
| 21                                                             | 1958 | Alves Barbosa Sangalhos                              | José Carlos Sousa Cardoso FC Porto              | Aquiles Dos Santos Sangalhos                                  |     |
| 22                                                             | 1959 | Carlos Carvalho FC Porto                             | Jorge Corvo Tavira                              | Sousa Santos Sangalhos                                        |     |
| 23                                                             | 1960 | Sousa Cardoso FC Porto                               | Antonino Baptista Sangalhos                     | António Gómez del Moral Licor 43                              |     |
| 24                                                             | 1961 | Mário Silva FC Porto                                 | Augusto Marcoletti Ignis                        | Alberto Carvalho Académico do Porto                           |     |
| 25                                                             | 1962 | José Pacheco FC Porto                                | Peixoto Alves Benfica                           | Jorge Corvo Tavira                                            |     |
| 26                                                             | 1963 | João Roque Sporting CP                               | Jorge Corvo Tavira                              | Peixoto Alves Benfica                                         |     |
| 27                                                             | 1964 | Joaquim Leão FC Porto                                | Jorge Corvo Tavira                              | João Roque Sporting                                           |     |
| 28                                                             | 1965 | Peixoto Alves SL Benfica                             | João Roque Sporting                             | Mário Silva FC Porto                                          |     |
| 29                                                             | 1966 | Francisco Valada SL Benfica                          | Peixoto Alves Benfica                           | Sérgio Páscoa Tavira                                          |     |
| 30                                                             | 1967 | Antoine Houbrechts Flandria                          | João Roque Sporting                             | Manuel Correia Sporting                                       |     |
| 31                                                             | 1968 | Américo Silva SL Benfica                             | Joaquim Agostinho Sporting                      | Leonel Miranda Sporting                                       |     |
| 32                                                             | 1969 | Joaquim Andrade Sangalhos                            | Fernando Mendes Benfica                         | Mario Silva FC Porto                                          |     |
| 33                                                             | 1970 | Joaquim Agostinho Sporting CP                        | Firmino Bernardino Sporting                     | José Florêncio Coelima                                        |     |
| 34                                                             | 1971 | Joaquim Agostinho Sporting CP                        | Alain Santy Bic                                 | Firmino Bernardino Sporting                                   |     |
| 35                                                             | 1972 | Joaquim Agostinho Sporting CP                        | José Martins Coelima                            | José-Luis Galdamez Coelima                                    |     |
| 36                                                             | 1973 | Jesus Manzaneque Messias                             | Fernando Mendes Benfica                         | José Martins Coelima                                          |     |
| 37                                                             | 1974 | Fernando Mendes SL Benfica                           | Dinis Alves Benfica                             | António Martins Benfica                                       |     |
| Em 1975 não houve Volta devido ao PREC                         |      |                                                      |                                                 |                                                               |     |
| 38                                                             | 1976 | Firmino Bernardino SL Benfica                        | António Fernandes Sangalhos                     | Floriano Mendes Sangalhos                                     |     |
| 39                                                             | 1977 | Adelino Teixeira Lousa                               | Joaquim Sousa Santos Bombarralense              | Joaquim Andrade Coimbrões                                     |     |
| 40                                                             | 1978 | Belmiro Silva SC Coimbrões                           | Armindo Lucio Lousa                             | Adelino Teixeira Coelima                                      |     |
| 41                                                             | 1979 | Joaquim Sousa Santos FC Porto                        | Belmiro Silva Coimbrões                         | Fernando Fernandes Bombarral                                  |     |
| 42                                                             | 1980 | Francisco Alves Miranda Lousa                        | Luis Vargues Campinense                         | Belmiro Silva FC Porto                                        |     |
| 43                                                             | 1981 | Manuel Zeferino FC Porto                             | Venceslau Fernandes Rodovil                     | Fernando Fernandes FC Porto                                   |     |
| 44                                                             | 1982 | Marco Chagas FC Porto                                | Adelino Teixeira Bombarralense                  | Manuel Zeferino FC Porto                                      |     |
| 45                                                             | 1983 | Marco Chagas Mako Jeans                              | António Pinto Rodovil                           | Belmiro Silva FC Porto                                        |     |
| 46                                                             | 1984 | Venceslau Fernandes Ajacto                           | Manuel Zeferino Sporting                        | Manuel Cunha Ovarense                                         |     |
| 47                                                             | 1985 | Marco Chagas Sporting CP                             | Eduardo Correia Resende Sporting                | Venceslau Fernandes Ajacto                                    |     |
| 48                                                             | 1986 | Marco Chagas Sporting CP                             | Benedicto Ferreira Torreense-Sicasal            | António Pinto Lousa/Trinaranjus                               |     |
| 49                                                             | 1987 | Manuel Cunha Sicasal-Torreense                       | Manuel Neves Boavista                           | Fernando Fernandes Sicasal-Torreense                          |     |
| 50                                                             | 1988 | Cayn Theakston Louletano/Vale do Lobo                | Jorge Silva Sicasal-Torreense                   | Joaquim Gomes Louletano/Vale do Lobo                          |     |
| 51                                                             | 1989 | Joaquim Gomes Sicasal-Torreense                      | Cássio Freitas Louletano                        | António Alves Boavista                                        |     |
| 52                                                             | 1990 | Fernando Carvalho Ruquita/Feirense                   | Joaquim Gomes Sicasal-Acral                     | Jorge Silva Sicasal-Acral                                     |     |
| 53                                                             | 1991 | Jorge Silva Sicasal-Acral                            | Orlando Rodrigues Ruquita                       | Vicente Ridaura Royal                                         |     |
| 54                                                             | 1992 | Cássio Freitas Recer-Boavista                        | Quintino Rodrigues Feirense                     | Manuel Abreu Tensai                                           |     |
| 55                                                             | 1993 | Joaquim Gomes Recer-Boavista                         | Vítor Gamito Sicasal-Acral                      | Luis Espinosa Artiach                                         |     |
| 56                                                             | 1994 | Orlando Rodrigues Artiach                            | Vítor Gamito Sicasal-Acral                      | Joaquim Gomes Boavista                                        |     |
| 57                                                             | 1995 | Orlando Rodrigues Artiach                            | Quintino Rodrigues Sicasal-Acral                | Delmino Pereira Boavista                                      |     |
| 58                                                             | 1996 | Massimiliano Lelli Saeco                             | Vítor Gamito MX Onda                            | Manuel Abreu Maia                                             |     |
| 59                                                             | 1997 | Zenon Jaskula Mapei                                  | Wladimir Belli Brescialat                       | Joaquim Gomes LA Aluminios-Pecol-AC Malveira                  |     |
| 60                                                             | 1998 | Marco Serpellini Brescialat                          | Orlando Rodrigues Banesto                       | Wladimir Belli Festina                                        |     |
| 61                                                             | 1999 | David Plaza SL Benfica                               | Vítor Gamito Porta da Ravessa                   | Melcior Mauri Benfica                                         |     |
| 62                                                             | 2000 | Vítor Gamito Porta da Ravessa                        | Claus Moller Uniao Ciclista da Maia-MSS         | Andrei Zintchenko LA Aluminios-Pecol-Calbrita                 |     |
| 63                                                             | 2001 | Fabian Jeker Milaneza-MSS                            | Andrei Zintchenko LA Aluminios-Pecol-Calbrita   | Juan Miguel Mercado iBanesto.com                              |     |
| 64                                                             | 2002 | Claus Moller Milaneza-MSS                            | Joan Horrach Milaneza-MSS                       | Rui Sousa Milaneza-MSS                                        |     |
| 65                                                             | 2003 | Nuno Ribeiro LA Aluminios-Pecol-Bombarral            | Claus Moller Milaneza-MSS                       | Rui Lavarinhas Milaneza-MSS                                   |     |
| 66                                                             | 2004 | David Bernabéu Milaneza-Maia                         | David Arroyo LA Aluminios-Pecol-Bombarral       | Nuno Ribeiro LA Aluminios-Pecol-Bombarral                     |     |
| 67                                                             | 2005 | Vladimir Efimkin Team Barloworld                     | Cândido Barbosa LA Aluminios-Liberty Seguros    | Adolfo García Quesada Comunidat Valenciana                    |     |
| 68                                                             | 2006 | David Blanco Comunitat Valenciana                    | Héctor Guerra LA Aluminios-Liberty Seguros      | Cândido Barbosa LA Aluminios-Liberty Seguros                  |     |
| 69                                                             | 2007 | Xavier Tondo LA-MSS                                  | Cândido Barbosa Liberty Seguros                 | Héctor Guerra Liberty Seguros                                 |     |
| 70                                                             | 2008 | David Blanco Palmeiras Resort-Tavira                 | Héctor Guerra Liberty Seguros                   | Rubén Plaza Benfica                                           |     |
| 71                                                             | 2009 | David Blanco Palmeiras Resort-Tavira                 | David Bernabeu Barbot-Siper                     | Rubén Plaza Liberty Seguros                                   |     |
| 72                                                             | 2010 | David Blanco Palmeiras Resort-Prio                   | David Bernabeu Barbot-Siper                     | Sergio Pardilla CarmioOro/NGC                                 |     |
| 73                                                             | 2011 | Ricardo Mestre Tavira-Prio                           | André Cardoso Tavira-Prio                       | Rui Sousa Barbot-Efapel                                       |     |
| 74                                                             | 2012 | David Blanco Efapel-Glassdrive                       | Hugo Sabido LA-Antarte                          | Rui Sousa Efapel-Glassdrive                                   |     |
| 75                                                             | 2013 | Alejandro Marque OFM-Quinta da Lixa-Golden Times     | Gustavo Veloso OFM-Quinta da Lixa-Golden Times  | Rui Sousa Efapel-Glassdrive                                   |     |
| 76                                                             | 2014 | Gustavo Veloso OFM-Quinta da Lixa-Golden Times       | Rui Sousa Rádio Popular-Onda                    | Délio Fernandez OFM-Quinta da Lixa-Golden Times               |     |
| 77                                                             | 2015 | Gustavo Veloso W52-Quinta da Lixa                    | Joni Brandao Efapel                             | Alejandro Marque Efapel                                       |     |
| 78                                                             | 2016 | Rui Vinhas W52–FC Porto–Porto Canal                  | Gustavo Veloso W52–FC Porto–Porto Canal         | Daniel Silva Rádio Popular-Boavista                           |     |
| 79                                                             | 2017 | Vicente Garcia de Mateos Louletano/Hospital de Loulé | Rinaldo Nocentini Sporting / Tavira             | Alejandro Marque Sporting / Tavira                            |     |
| 80                                                             | 2018 | Joni Brandão Sporting / Tavira                       | Vicente García de Mateos Aviludo–Louletano–Uli  | Edgar Pinto Vito-Feirense-BlackJack                           |     |
| 81                                                             | 2019 | João Rodrigues W52–FC Porto                          | Joni Brandão Efapel                             | Gustavo César Veloso W52–FC Porto                             |     |
| Esp.                                                           | 2020 | Amaro Antunes W52–FC Porto                           | Gustavo César Veloso W52–FC Porto               | Frederico Figueiredo Atum general / Tavira / Maria Nova Hotel |     |
| 82                                                             | 2021 | Amaro Antunes W52–FC Porto                           | Mauricio Moreira Efapel                         | Alejandro Marque Atum General/Tavira/Maria Nova Hotel         |     |
| 83                                                             | 2022 | Mauricio Moreira Glassdrive-Q8-Anicolor              | Frederico Figueiredo Glassdrive-Q8-Anicolor     | António Carvalho Glassdrive-Q8-Anicolor                       |     |
| 84                                                             | 2023 | Colin Stüssi Team Vorarlberg                         | Txomin Juaristi Euskaltel-Euskadi               | António Carvalho ABTF Betão-Feirense                          |     |
| 85                                                             | 2024 | Artem Nych Sabgal/Anicolor                           | Colin Stüssi Team Vorarlberg                    | Abner González Efapel                                         |     |

#### Títulos por ciclista
| \| Ciclista \| Vitórias \| \| ------------------ \| -------- \| \| David Blanco \| 5 \| \| Marco Chagas \| 4 \| \| Alves Barbosa \| 3 \| \| Joaquim Agostinho \| 3 \| \| Amaro Antunes \| 2 \| \| Alfredo Trindade \| 2 \| \| Dias dos Santos \| 2 \| \| Gustavo Veloso \| 2 \| \| Joaquim Gomes \| 2 \| \| José Albuquerque \| 2 \| \| José Maria Nicolau \| 2 \| \| José Martins \| 2 \| \| Orlando Rodrigues \| 2 \| \| Ribeiro da Silva \| 2 \| | 1 título - Adelino Teixeira - Américo Silva - Antoine Houbrechts - Augusto de Carvalho - Belmiro Silva - Carlos Carvalho - Cássio Freitas - Cayn Theakston - César Luís - Claus Moller - Colin Stüssi - David Bernabéu - David Plaza - Fabian Jeker - Fernando Carvalho - Fernando Mendes dos Reis Dias | - Fernando Moreira - Firmino Bernardino - Francisco Inácio - Francisco Alves Miranda - Francisco Valada - Jesus Manzaneque - João Rodrigues - João Roque - Joaquim Andrade - Joaquim Fernandes - Joaquim Leão - Joaquim Sousa Santos - Jorge Silva - José Pacheco - Joni Brandao - Manuel Cunha - Manuel Zeferino - Marco Serpellini - Mário Silva | - Massimiliano Lelli - Mauricio Moreira - Moreira de Sá - Nuno Ribeiro - Peixoto Alves - Ricardo Mestre - Rui Vinhas - Sousa Cardoso - Venceslau Fernandes - Vítor Gamito - Vladimir Efimkin - Xavier Tondo - Zenon Jaskula |
| Ciclista | Vitórias | | |
| David Blanco | 5 | | |
| Marco Chagas | 4 | | |
| Alves Barbosa | 3 | | |
| Joaquim Agostinho | 3 | | |
| Amaro Antunes | 2 | | |
| Alfredo Trindade | 2 | | |
| Dias dos Santos | 2 | | |
| Gustavo Veloso | 2 | | |
| Joaquim Gomes | 2 | | |
| José Albuquerque | 2 | | |
| José Maria Nicolau | 2 | | |
| José Martins | 2 | | |
| Orlando Rodrigues | 2 | | |
| Ribeiro da Silva | 2 | | |

#### Títulos por equipa
| Equipa                                     | Vitórias Individuais | Classificação Geral                                                    | Vitórias Equipas | Classificação equipas                                                        |
| ------------------------------------------ | -------------------- | ---------------------------------------------------------------------- | ---------------- | ---------------------------------------------------------------------------- |
| FC Porto                                   | 12                   | 1948, 1949, 1950, 1952, 1959, 1960, 1961, 1962, 1964, 1979, 1981, 1982 | 12               | 1948, 1949, 1950, 1952, 1955, 1958, 1959, 1964, 1969, 1979, 1980, 1981       |
| Sporting CP                                | 9                    | 1933, 1940, 1941, 1963, 1970, 1971, 1972, 1985, 1986                   | 13               | 1933, 1940, 1941, 1961, 1962, 1967, 1968, 1970, 1971, 1972, 1973, 1984, 1985 |
| SL Benfica                                 | 9                    | 1931, 1934, 1947, 1965, 1966, 1968, 1974, 1976, 1999                   | 9                | 1931, 1932, 1934, 1939, 1947, 1963, 1966, 1974, 1999                         |
| União Ciclista de Sobrado                  | 7                    | 2013, 2014, 2015, 2016, 2017, 2019, 2020                               | 7                | 2014, 2015, 2016, 2017, 2018, 2019, 2020                                     |
| Clube de Ciclismo de Tavira                | 5                    | 2008, 2009, 2010, 2011, 2018                                           | 2                | 2009, 2011                                                                   |
| União Ciclista da Maia                     | 4                    | 2001, 2002, 2004, 2007                                                 | 5                | 1996, 2002, 2003, 2004, 2007                                                 |
| Sangalhos                                  | 4                    | 1951, 1956, 1958, 1969                                                 | 2                | 1951, 1976                                                                   |
| Sicasal                                    | 3                    | 1987, 1989, 1991                                                       | 5                | 1987, 1990, 1991, 1992, 1995                                                 |
| Clube Desportivo Fullracing                | 3                    | 2012, 2022, 2024                                                       | 6                | 2010, 2012, 2013, 2021, 2022, 2023                                           |
| Académico do Porto                         | 2                    | 1955, 1957                                                             | 2                | 1956, 1957                                                                   |
| Lousa                                      | 2                    | 1977, 1980                                                             | 2                | 1978, 1986                                                                   |
| Artiach                                    | 2                    | 1994, 1995                                                             | 2                | 1993, 1994                                                                   |
| Recer–Boavista                             | 2                    | 1992, 1993                                                             | 2                | 1989, 1997                                                                   |
| Águias/LA–Pecol/LA–Liberty/Liberty Seguros | 1                    | 2003                                                                   | 5                | 1977, 2000, 2005, 2006, 2008                                                 |
| Carcavelos                                 | 1                    | 1927                                                                   | 1                | 1927                                                                         |
| Clube Atlético de Campo de Ourique         | 1                    | 1938                                                                   | 1                | 1935                                                                         |
| CUF Barreiro                               | 1                    | 1939                                                                   | 1                | 1938                                                                         |
| Iluminante                                 | 1                    | 1946                                                                   | 1                | 1946                                                                         |
| Flandria                                   | 1                    | 1967                                                                   | 1                | 1965                                                                         |
| Porta da Ravessa                           | 1                    | 2000                                                                   | 1                | 2001                                                                         |
| Louletano–Vale do Lobo                     | 1                    | 1988                                                                   | 1                | 1988                                                                         |
| Rio de Janeiro                             | 1                    | 1932                                                                   | 0                | —                                                                            |
| Velo Clube "Os Leões"                      | 1                    | 1935                                                                   | 0                | —                                                                            |
| Messias                                    | 1                    | 1973                                                                   | 0                | —                                                                            |
| SC Coimbrões                               | 1                    | 1978                                                                   | 0                | —                                                                            |
| Mako Jeans                                 | 1                    | 1983                                                                   | 0                | —                                                                            |
| Ajacto                                     | 1                    | 1984                                                                   | 0                | —                                                                            |
| Ruquita–Feirense                           | 1                    | 1990                                                                   | 0                | —                                                                            |
| Saeco                                      | 1                    | 1996                                                                   | 0                | —                                                                            |
| Mapei                                      | 1                    | 1997                                                                   | 0                | —                                                                            |
| Brescialat                                 | 1                    | 1998                                                                   | 0                | —                                                                            |
| Team Barloworld                            | 1                    | 2005                                                                   | 0                | —                                                                            |
| Comunidad Valenciana                       | 1                    | 2006                                                                   | 0                | —                                                                            |
| Team Vorarlberg                            | 1                    | 2023                                                                   | 0                | —                                                                            |
| Licor 43                                   | 0                    | —                                                                      | 1                | 1960                                                                         |
| Bombarralense                              | 0                    | —                                                                      | 1                | 1982                                                                         |
| Rodovil                                    | 0                    | —                                                                      | 1                | 1983                                                                         |
| Festina                                    | 0                    | —                                                                      | 1                | 1998                                                                         |
| Euskaltel Euskadi                          | 0                    | —                                                                      | 1                | 2024                                                                         |

#### Palmarés por países
| País        | Vitórias |
| ----------- | -------- |
| Portugal    | 61       |
| Espanha     | 12       |
| Itália      | 2        |
| Suíça       | 2        |
| Rússia      | 2        |
| Bélgica     | 1        |
| Reino Unido | 1        |
| Brasil      | 1        |
| Polónia     | 1        |
| Dinamarca   | 1        |
| Uruguai     | 1        |

### Prémio Sprints
| Edição | Ano  | Vencedor        | Equipa       |
| ------ | ---- | --------------- | ------------ |
| 12     | 1999 | Nelson Vitorino | Tavira       |
| 11     | 1998 | Peter Petrov    | Tavira       |
| 10     | 1997 | Manuel Liberato | Troiamarisco |

### Prémio Pontos Quentes
| Edição | Ano  | Vencedor         | Equipa |
| ------ | ---- | ---------------- | ------ |
| 2      | 1992 | Stancho Stanchev | Tavira |
| 1      | 1991 | Peter Petrov     | Tavira |

### Prémio Amadores
| Edição | Ano  | Vencedor      | Equipa |
| ------ | ---- | ------------- | ------ |
| 1      | 1943 | Serafim Paulo | Lisgás |

### Prémio Fracos
| Edição | Ano  | Vencedor             | Equipa     |
| ------ | ---- | -------------------- | ---------- |
| 2      | 1931 | António Marques      | Carcavelos |
| 1      | 1927 | José Joaquim Esteves | Carcavelos |